# Bell 212
Bell 212 – двомоторний середньорозмірний багатоцільовий гелікоптер, який був розроблений американською компанією Bell Helicopter у кінці 60-х років.Він є модифікацією популярного гелікоптера Bell 204/205 і має багато спільних деталей з ним. 
Розроблений американською компанією Bell Helicopter, спочатку для канадських збройних сил під назвою CUH-1N, пізніше перейменований на CH-135. Канадські збройні сили замовили 50 гелікоптерів, поставки яких почалися з травня 1971 року. Також американські військові замовили 294 Bell 212 під назвою UH-1N. Перший політ відбувся у серпні 1968 року. Серійне виробництво розпочалося в 1971 році. У вересні 2014 року морська піхота США списала останній гелікоптер цього типу. їх планують замінити на UH-1Y. У той же час гелікоптери UH-1N поки ще використовуються в Повітряних силах США.

## Характеристики
Екіпаж: 1-2 пілоти 
Кількість пасажирів: 14 осіб або 6 поранених на носилках.
Довжина 17,4 м
Довжина фюзеляжу: 12,9 м
Висота: 4,5 м 
Вага без навантаження: 2 889 кг
Максимальна вага з навантаженням: 4 763 кг
Крейсерська швидкість: 218,5 км/ч
Максимальна швидкість 231,5 км/ч
Практична дальність польоту: 318 км
Максимальна висота підйому: 4 328 м

## Варіанти
Модель Bell 212 - найменування компанії Bell Helicopter для версії UH-1N.
Twin Two-Twelve - цивільна версія для перевезення пасажирів. Вона може перевозити до 14 пасажирів.
Agusta-Bell AB 212 - цивільна або військова версія для перевезення пасажирів. Виготовляється на ліцензії в Італії компанією AgustaWestland
Agusta-Bell AB.212ASW - варіант для протипідводної війни AB.212
Модель Bell 412 - Bell 212 з чотирма лопастями напівжорсткої системи роторів.
Eagle 212 Single - однодвигуновий варіант з двигуном Lycoming T53-17 або T53-BCV, виготовлений компанією Eagle Copters.

## Оператори

### Військові оператори
- Аргентина — 8 Bell 212 за даними 2016 року.
- Австрія — 23 Bell 212 за даними 2016 року.
- Бангладеш — 4 Bell 212 за даними 2016 року.
- Бахрейн — 11 Bell 212 (AB-212) за даними 2016 року.
- Бруней — 10 Bell 212 за даними 2016 року.
- Велика Британія — 8 Bell 212 за даними 2016 року.
- Греція — 12 Bell 212 (AB-212) за даними 2016 року.
- Ємен — декілька Bell 212 за даними 2016 року.
- Іран — 10 Bell 212 (AB-212) за даними 2016 року.
- Іспанія — 7 Bell 212 і 5 Bell 212 (HU.18) за даними 2016 року.
- Італія — 29 Bell 212 (AB-212/HA-18) і 12 Bell 212 ASW за даними 2016 року.
- Канада — 4 Bell 212 за даними 2016 року.
- Колумбія — 22 Bell 212 (UH-1N Twin Huey) і 20 Bell 212 за даними 2016 року.
- Ліван — 7 Bell 212 у непрацюючому стані за даними 2016 року.
- Марокко — 3 Bell 212 (AB-212) за даними 2016 року.
- Північна Македонія — 1 Bell-212 за даними 2016 року.
- Оман — 3 Bell 212 (AB-112) за даними 2016 року.
- Саудівська Аравія — 20 Bell 212 (AB-212) за даними 2016 року.
- Таїланд — 20 Bell 212 (AB-212) за даними 2016 року.
- Туреччина — 11 Bell 212 ASW і 1 Bell 212 (AB-212) за даними 2016 року.
- Туніс — 2 Bell 212 (UH-1N Iroquois) за даними 2016 року.
- Шрі-Ланка — 8 Bell 212 за даними 2016 року.
- Японія — 20 Bell 212 за даними 2016 року.